# صوريا
صوريا هي إحدى القرى التابعة لناحية باتيفا في قضاء زاخو التابعة لمحافظة دهوك في اقليم كردستان العراق. من ابرز اماكن هذا القرية هو مصيف و شلال صوريا.

## مذبحة صوريا
في تاريخ 16/9/1969 الموافق في صباح يوم الثلاثاء وقعت مذبحة  بهذه القرية كان الشخص المسؤول عنها هو الملازم الثاني عبد الكريم الجحيشي أحد أعضاء حزب البعث العربي الاشتراكي، وكان في ذلك الوقت مفرزة تمر لتفتيش قرى تلك المناطق وكانت منها قرية صوريا بعد أن أكملت المفرزة تفتيش القرية كانت في طريقها لمغادرة المدينة إلا أن لغماً انفجر في إحدى مدرعات المفرزة فتوجهت انظار الملازم الجحيشي نحو أهالي صوريا واتهمهم بانهم هم من وضعوا الالغام فداهم القرية واخذ سكانها ووضعهم في إحدى الحظائر وقام بقتلهم ومنهم الأب حنا الذي جاءها من زاخو وقاموا بقتل أيضا الشابة ليلى خمو التي حاولت حماية والديها وكاترين شمعون التي حاولت الأخرى حماية زوجها وقتل في ذلك اليوم 38 وجرح 22 وكان منهم الكثير من الأطفال ودُفِنوا هناك ثم قامت المفرزة باحراق القرية.
تمكن بعض الشباب من الهروب خارج القرية بعد أن سمعوا صوت الانفجار في القرية فنشروا الخبر في المنطقة وفي العراق، تم اقفال التحقيق بهذه القضية لعدة سنوات الا انها عادت الآن واليوم سكان صوريا يحاولون محاسبة من قاموا بهذه المذبحة واخذ التعويضات من الحكومة جزاءها.